# 平分阴阳
平分阴阳是汉语音韵学和汉语方言学中的一个术语，指中古的平声调类字，根据声母的清浊分派入阴平、阳平两个调类。平分阴阳是中古汉语发展到近代汉语的过程中，在声调方面的三个主要变化之一。

## 分化时间
在中古汉语中，今阴平、阳平字声调不分。如《广韵》中“巴”字的反切为“帮麻切”，即《广韵》反映的隋末的切韵音中，“巴”和“麻”的韵母、声调都相同。在唐初陆德明的《经典释文》中，也有大量以清母平声字切浊母平声字、以浊母平声字切清母平声字的情况，说明《释文》时代，平声还没有分化为阴平、阳平。《皇極經世聲音唱和圖》記載宋代汴洛语音中陰陽分化現象。北音中的平分阴阳现象至迟在14世纪已经完成，元代周德清的《中原音韵》中已经明确区分了阴平、阳平调类。
|                        | 字別陰陽者，陰陽字平聲有之，上去俱無。上去各止一聲，平聲獨有二聲：有上平聲，有下平聲。上平聲非指一東至二十八山而言，下平聲非指自一先至二十七咸而言。 |
| ——周德清，《中原音韵》 | |

## 分化条件
平分阴阳的分化条件是声母的清浊，清声母字归阴平，浊声母字归阳平。今吴语中，仍保留全浊声母，但也区分阴、阳平。因此一般认为平分阴阳现象要早于浊母的清化。
在自然的发音时，同一个调类的清声母字的实际调值天然的会比浊声母字要高一点，形成一个调类的两个不同的音位变体。这点区别可能是平分阴阳的物理基础。
按三十六字母劃分：
- 歸陰平的聲母：幫、滂、非、敷、端、透、知、徹、精、清、心、照、穿、審、見、溪、影、曉。
- 歸陽平的聲母：並、明、奉、微、定、泥、澄、娘、從、邪、牀、禪、羣、疑、喻、匣、來、日。

## 范围
与入派三声、浊上归去现象相比，平分阴阳现象在现代汉语方言中的分布要广得多，绝大部分方言的平声都分阴阳。《汉语方言地图集》收录的930个方言点（北方方言区一般3-4县一点，东南方言区一般一县一点）:2中，只有24个点平不分阴阳，以晋语张呼片、并州片和中原官话陇中片、南疆片两处为中心有连续分布，在江西瑞昌市和湖南永州市则分别有不连续分布:002。
今平声不分阴阳的，可能是保存了中古汉语的平声调，也可能先分了阴阳、后来又合并为一类。晋语和中原官话中平声不分阴阳的现象属于存古现象：平声分阴阳的现象发展比较滞后，在声母的清浊对声调调值的影响还未到达可以分化出不同调类的程度时，就因为全浊声母的清化而中断了，因此总体上平不分阴阳，而在连调中还存在零散的、不系统的区分阴、阳平的形式:183:250-253。

## 注解
1. ↑  指浊塞音、塞擦音或擦音。